# L'Homme du large (film)
Pour les articles homonymes, voir L'Homme du large.
Pour plus de détails, voir Fiche technique et Distribution.
L'Homme du large est un film muet français réalisé par Marcel L'Herbier, sorti en 1920, adapté de la nouvelle Un drame au bord de la mer d'Honoré de Balzac.
Le film suit Nolff, un rude pêcheur ne vivant que pour la mer et considérant que tout ce qui vient de la terre est avilissant et corrompu, qui vit avec sa femme, sa fille et son fils. Ce dernier succombe aux tentations de la ville et se rend dans un cabaret.

## Synopsis
« Marine d’après une esquisse d’Honoré de Balzac ».
Nolff est un rude pêcheur qui ne vit que par et pour le grand large. Pour lui, la terre ferme, le monde des hommes, n‘est que corruption et avilissement. Il a une fille, Djenna, et sa femme donne naissance à leur second enfant Michel. Nolff place toute sa fierté et ses espoirs dans ce fils longtemps attendu et « consacre » celui-ci à l’océan. Les années passent. À l’âge d’homme, Michel ne montre guère d‘attrait pour le métier de pêcheur et préfère passer ses journées à rêvasser et ses nuits dans les bouges de la ville. L’amour que porte Nolff à son fils est tel qu’il est incapable de faire preuve de fermeté avec lui. Sa sœur Djenna, qui a grandi dans le giron de sa mère, est devenue une belle jeune fille, travailleuse et parée de toutes les vertus. Sous l’influence néfaste de son ami Guenn la Taupe, Michel se perd dans la vie nocturne et ses plaisirs faciles. Il s’amourache d’une chanteuse de bouge. Une rixe oppose Michel à un mauvais garçon qu’il blesse d’un coup de couteau. Pour faire sortir son fils de prison, Nolff, humilié, doit verser une forte somme d’argent à « la victime » qui retire sa plainte. Mais la mésaventure ne sert pas de leçon à Michel qui reprend sa vie de débauche. Une nuit où Nolff est en mer, Djenna part quérir Michel. Leur mère est au plus mal et souhaite revoir son fils avant de mourir. Michel promet de rentrer au plus vite mais choisit finalement de terminer la nuit en compagnie de ses amis. Au long de sa vie, la mère avait économisé sou à sou pour constituer une petite cagnotte pour Djenna. Michel vole l’argent de sa sœur. Nolff surprend le sacrilège. Fou de colère, il renie son fils tant aimé et décide de confier son sort à l’océan.

## Fiche technique
- Titre : L'Homme du large
- Réalisation : Marcel L'Herbier, assisté de Dimitri Dragomir, Claude Autant-Lara, Raymond Payelle
- Scénario : Marcel L'Herbier, d'après Un drame au bord de la mer d'Honoré de Balzac
- Décors : Robert-Jules Garnier et Claude Autant-Lara
- Photographie : Georges Lucas
- Montage : Marcel L'Herbier, Jaque Catelain
- Pays de production : France
- Producteur : Comptoir Ciné-Location Gaumont
- Société de production : Gaumont (Société Nouvelle des Établissements Gaumont)
- Société de distribution : Gaumont – Gaumont Columbia Tristar
- Format : noir et blanc – 16 mm
- Genre : drame
- Durée : 85 minutes
- Date de sortie : 1920 en France

## Distribution
- Roger Karl : Nolff, "l'homme du large"
- Jaque Catelain : Michel, le fils de Nolff
- Marcelle Pradot : Djenna, la fille de Nolff
- Claire Prélia : l'épouse de Nolff, mère de Michel et Djenna
- Charles Boyer : Guenn la Taupe, un ami de Michel de mauvaise influence
- Claude Autant-Lara : un ami de Michel
- Dimitri Dragomir : un ami de Michel
- Suzanne Doris : Lia
- Philippe Hériat : Joseph, le souteneur
- Lili Samuel : une fille au cabaret
- Pâquerette : la tenancière du cabaret
- Georges Forois : le pêcheur
- Jeanne Bérangère : "la vieille", belle-mère de Nolff
- André Daven
- Jane Dolys
- Marcel Rival

## Autour du film
- Après avoir obtenu l'agrément de la commission de contrôle et démarré sa carrière en salle, L’HOMME DU LARGE est, brusquement et sans préavis, retiré de l’affiche par mesure de police. Le ministère de l’intérieur reproche au film ses scènes de bouge et la présence d’un sous-titre « injurieux envers la police ». Le film ressort le 21 janvier 1921 après coupures (intertitre ; plan de deux femmes qui s'embrassent sur la bouche puis d'une caresse d'un genou sous la table ; baiser entre Charles Boyer et Lili Samuel). Anne Delabre et Didier Roth-Bettoni ont évoqué cette censure dans leur ouvrage Le Cinéma français et l'Homosexualité (Danger public, 2008, p. 148).
- Les actrices Claire Prélia et Marcelle Pradot, mère et fille dans ce film, l'étaient également à la ville.
- Marcelle Pradot devint en 1923 l'épouse du réalisateur Marcel L'Herbier.
- C'est le premier film de Charles Boyer.